# William Ellery Sweet

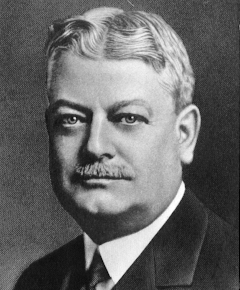
William Ellery Sweet.

William Ellery Sweet, född 27 januari 1869 i Chicago, död 9 maj 1942 i Denver, var en amerikansk demokratisk politiker. Han var guvernör i delstaten Colorado 1923–1925.
Sweet gick i skola i Colorado Springs och gifte sig 1892 med Joyeuse L. Fullerton i Philadelphia. Paret flyttade till Denver och fick fyra barn. Investmentbanken som Sweet grundade var framgångsrik och han skapade en betydande förmögenhet.
Sweet, som efterträdde 1923 Oliver Shoup som guvernör, profilerade sig som en stark motståndare till Ku Klux Klan. I Colorado var KKK en betydande maktfaktor under 1920-talet och stödde Clarence Morley i guvernörsvalet 1924. Sweet förlorade valet med klar marginal.
Kongregationalisten Sweet gravsattes på Fairmount Cemetery i Denver.